# Calceolaria paralia
Calceolaria paralia är en toffelblomsväxtart som beskrevs av Antonio José Cavanilles. Calceolaria paralia ingår i släktet toffelblommor, och familjen toffelblomsväxter. Inga underarter finns listade i Catalogue of Life.